# Френц, Реймонд Виктор
Ре́ймонд Ви́ктор Френц (англ. Raymond Victor Franz, 8 мая 1922 — 2 июня 2010) — бывший член Руководящего совета свидетелей Иеговы (20 октября 1971 — 22 мая 1980), прослуживший в международном управлении организации Свидетелей Иеговы 15 лет (1965—1980). Племянник президента Общества сторожевой башни Фредерика Френца.
Френц является автором и редактором двух подробных книг, связанных с его личным опытом пребывания в Обществе сторожевой башни и бывшими членами организации свидетелей Иеговы.

## Детство и молодость
Отец и мать Реймонда Френца были крещены как Исследователи Библии (старое название свидетелей Иеговы, которое было изменено в 1931 году) приблизительно в 1913 году. Реймонд не был активным свидетелем Иеговы до 1938 года, однако, учась в школе, он уже участвовал в деятельности Исследователей Библии:

…Ещё учась в школе, я проводил 20—30 часов в месяц, «свидетельствуя» от двери к двери, раздавая на улице журналы и буклеты, расхаживая с плакатом «Религия — это сеть. Библия объясняет, почему. Служите Богу и Христу Царю» («Кризис совести»)

## Деятельность в Обществе Сторожевой Башни
Крестился 1 января 1939 года и сразу же приступил к полновременному проповедническому служению. "В 1942 году" (примерная дата) служил специальным пионером в городе Уэллстон (Огайо, США).
В 1944 году Френц был приглашён на 5-месячные миссионерские курсы в «Библейской школе Галаад» Общества сторожевой башни. После окончания курсов провёл 1.5 года в разъездной работе, которая охватывала Калифорнию и Аризону. Первое направление получил во Францию, но не смог выехать за границу в связи в получением отказа на выезд из страны от призывной комиссии.
В 1946 году получил второе назначение — в Пуэрто-Рико. Позже в связи с проблемами со здоровьем переведён в город Агуадилья. Через год был назначен на разъездную работу, затрагивавшую и Виргинские острова.
Впоследствии был исключён из общества свидетелей Иеговы.

## Изгнание
В марте 1980 года Френц и его жена взяли отпуск из всемирной штаб-квартиры по состоянию здоровья и переехали в Алабаму, где он занялся трудовыми работами на участке, принадлежащем другому свидетелю. В следующем месяце Комитет руководящего органа выразил обеспокоенность по поводу распространения «неверных учений» сотрудниками штаб-квартиры и начал расспрашивать сотрудников об их убеждениях. Сотрудники также были опрошены о комментариях Франца, которые, возможно, противоречили доктринам свидетелей Иеговы. В журнале «Сторожевая башня» от 15 марта 1980 года было опубликовано заявление сожаления о том, что его утверждения о вероятности армагеддона до 1975 года «очевидно затмили предостерегающие и способствовали наращиванию уже начатых ожиданий». Он сказал разочарованным Свидетелям Иеговы, включая людей, имеющих отношение к публикации информации, которая «способствовала накоплению надежд, связанных с этой датой», сосредоточиться на корректировке своей точки зрения. Это заявление, в результате которого в 1975 году Рэймонд Френц стал бывшим председателем письменного комитета, ускорило чистку этого комитета.
8 мая 1980 года Френцу сказали, что он был "вовлечён" (куда?) как отступник. 20 мая он был вызван в Бруклин для 2-дневного допроса председателем комитета. По словам Франца обсуждение включало утверждения о том, что некоторые свидетели встречались в частном порядке, чтобы обсудить различные учения Общества сторожевой башни, которые могут представлять собой отступничество.
21 мая 1980 года Френца вызвали на заседание руководящего совета, где в течение трёх часов его допрашивали о его библейских взглядах и приверженности доктринам Общества сторожевой башни. И, следовательно, он согласился на просьбу уйти в отставку с руководящего органа и сотрудника штаб-квартиры. Франц отказался от предложения Общества сторожевой башни о ежемесячной стипендии в качестве члена «Особых пионеров». В результате расследования, проведённого Управляющим органом, было отстранено от работы несколько других сотрудников штаб-квартиры. «Письмо филиала» («Наше царственное служение» за август 1980 года): «В настоящее время мы опечалены сообщением о том, что пять членов семьи Вефиля и несколько других в районе Нью-Йорка недавно были лишены общения. В некоторых общинах Божьего народа произошло какое-то отступничество против организации и поощрения сектантских разногласий (Титу 3: 9-11). Мы живём в трудные времена, не удивительно, что такие вещи случаются. Собрание первого века также испытывало отклонения, как мы хорошо знаем из нашего чтения Священного Писания (1 Тим. 1:20; 4:1; 2 Тим. 2:17, 18; 1 Кор. 15:12, 13; Деяния 20:29, 30)».
1 сентября 1980 года Административный совет распространил письмо среди всех окружных и районных надзирателей, в котором указывалось, что отступники не должны продвигать доктрины, подлежащие лишению общения. В письме указывалось, что люди, которые продолжали «верить в другую доктрину, несмотря на обличение в Писании», также отступали и поэтому нуждались в «надлежащих судебных действиях».
18 марта 1981 года работодатель Френца в Алабаме подал заявление о выходе из организации Свидетелей Иеговы.
В выпуске «Сторожевой башни» от 15 сентября 1981 года было объявлено об изменении политики разделения, предписывающей, что те, кто официально покинул группу, должны избегаться свидетелями точно так же, как и те, кто был исключён. «Disfellowshiping — How to View It» («Сторожевая башня», 15 сентября 1981, стр. 23): «тот, кто был истинным христианином, может отказаться от пути истины, заявив, что он больше не считает себя одним из Свидетелей Иеговы или хочет быть известным как таковой. Когда происходит это редкое событие, человек отрекается от своего положения христианина, намеренно отделяя себя от общины ... Люди, которые делают себя „не из нашего рода“, сознательно отвергая веру и убеждения Свидетелей Иеговы, должны соответствующим образом рассматриваться как те, кто был лишён общения за проступки». Будучи преисполнен решимости изложить свою точку зрения, не только в отношении того, что он был лишён общения, но и в отношении более широких доктринальных проблем, в 1982 году он направил Хезер и Гари Боттинг доказательства в своей книге «Кризис совести», чтобы они могли вести хронику наиболее распространённых разногласий в Обществе сторожевой башни после того, как его лишили общения, Франц опубликовал две книги —
«Кризис совести» (1983)
и «В поисках христианской свободы» (1991),
в которых он подробно критически описал свой опыт в качестве свидетеля Иеговы, члена руководящего органа и свой опыт на различных уровнях организации.

## Смерть
30 мая 2010 года Р. Френц в возрасте 88-ми лет перенёс инсульт (кровоизлияние в мозг) и впал в кому. 2 июня 2010 года его жена Синтия приняла решение об отключении аппаратуры жизнеобеспечения своего мужа.